# マグネ・ハブナ
マグネ・ハブナ（Magne Havnaa、1963年9月16日 - 2004年5月29日）は、ノルウェーのプロボクサー。リーセル出身。元WBO世界クルーザー級王者。ノルウェー初のプロボクシング世界王者。

## 来歴
アマチュア時代には1985年から1986年のノルウェーのアマチュア王者になったことがある。
1986年10月3日、ハブナはコペンハーゲンでプロデビューを果たし後のWBO世界クルーザー級王者ジョニー・ネルソンと対戦し4回判定勝ちを収め白星でデビューを飾った。
1987年3月28日、コペンハーゲンのK・Bハーレンでスチュワート・リスポと対戦し5回TKO勝ちを収めた。
1988年1月15日、後のWBC世界クルーザー級王者アルフォンソ・ラトリフと対戦し8回判定勝ちを収めた。
1989年5月26日、アンゲロ・ロットリとEBUヨーロッパクルーザー級王座決定戦で対戦しプロ初黒星となる5回TKO負けを喫し王座獲得に失敗した。
1989年12月3日、コペンハーゲンのスキャンディナビア・ホテルで初代WBO世界クルーザー級王座決定戦でブーン・パルツと対戦し12回1-2の判定負けを喫し王座獲得に失敗した。
1990年5月17日、WBO世界クルーザー級王者のブーン・パルツと再戦となるリマッチを行い5回2分54秒TKO勝ちを収め再戦を制しての王座獲得に成功した。
1990年12月8日、ダニエル・エドゥアルド・ネトと対戦し12回3-0(2者が119-109、120-108)の判定勝ちを収め初防衛に成功した。
1991年2月15日、後のWBO世界クルーザー級王者タイロン・ブーズと対戦し12回2-1(116-115、114-115、117-113)の判定勝ちを収め2度目の防衛に成功した。試合後WBO世界クルーザー級王座を返上した。
1992年3月14日、デビット・ジャコーと対戦し4回TKO勝ちを収めた。
1993年2月12日、ロジャー・マッケンジーと対戦し6回TKO負けを喫した試合を最後に現役を引退した。
2004年5月29日、リーセルでボートが転覆するアクシデントが発生しそのまま亡くなった。40歳没。

## 獲得タイトル
- WBO世界クルーザー級王座（防衛2=返上）